# Мост в геральдике
Мост — искусственная негеральдическая гербовая фигура.
Символ объединения, трудного перехода между миром живых и миром мёртвых, в коем значении первоначально размещался на старинных рыцарских гербах. В геральдике Мост трактуется как «благородство души, оказание почестей и получение благодати».

## История
В геральдике существуют два вида мостов:
1. Подъёмный мост — изображался городских и родовых гербах, в составе замков или башен.
2. Арочный мост — наподобие виадуков. Чаще всего это были мосты с тремя арками (если больше, то необходимо описать при блазонировании). Для украшения мостов в гербе прибегали к дополнительному изображению башенок и зубцов. Как правило, все мосты возвышаются над рекой. В основном, цвета мостов — золото и серебро (белый, естественного цвета).

## Использование
Символ моста в основном используется в территориальной и городской геральдике европейских стран: Понтедера, Инсбрук, Каор, Трапани, Мост, Понтекорво и другие. В России имеется в гербе Новосибирска. Железнодорожный мост имелся в гербе Таджикской ССР 1931 года.
В гербах дворянских родов в польской и русской геральдики, данная эмблема практически отсутствует.

## Примеры

На гербе Румынии мост представляет регион Банат
Герб Новосибирска
Герб Понтекорво
Герб Мостов
Герб Беррокалехо
Герб Этрубля
Герб Бенгтсфорса
Герб Сен-Бриак-сюр-Мера
Герб Таджикской ССР в 1931—1935
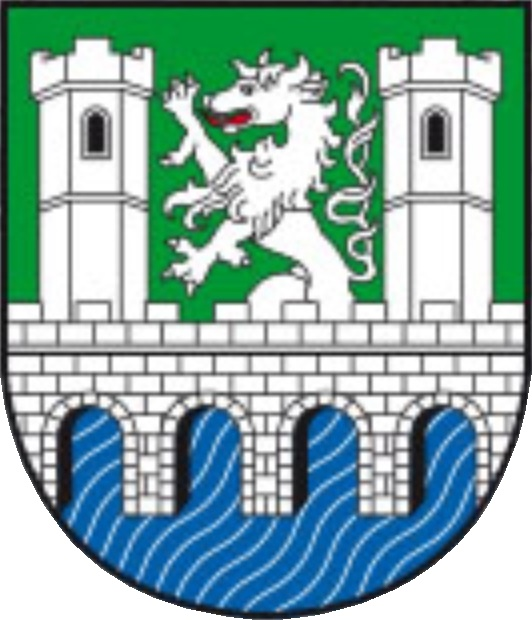
Брукк-ан-дер-Мур
Кембридж
Фридрихсхайн-Кройцберг
Мостар